# Jens Jeremies
Jens Jeremies (Görlitz, 1974. március 5. –) német válogatott labdarúgó.
A német válogatott tagjaként részt vett a 2000-es és a 2004-es Európa- illetve az 1998-as és a 2002-es világbajnokságon.

## Sikerei, díjai
Bayern München
- Német bajnok (6): 1998–99, 1999–00, 2000–01, 2002–03, 2004–05, 2005–06
- Német kupagyőztes (4): 1999–2000, 2002–03, 2004–05, 2005–06
- Német ligakupagyőztes (4): 1998, 1999, 2000, 2004
- Bajnokok ligája győztes (1): 2000–01
- Interkontinentális kupagyőztes (1): 2001

Németország
- Világbajnoki ezüstérmes (1): 2002